# Kurupí

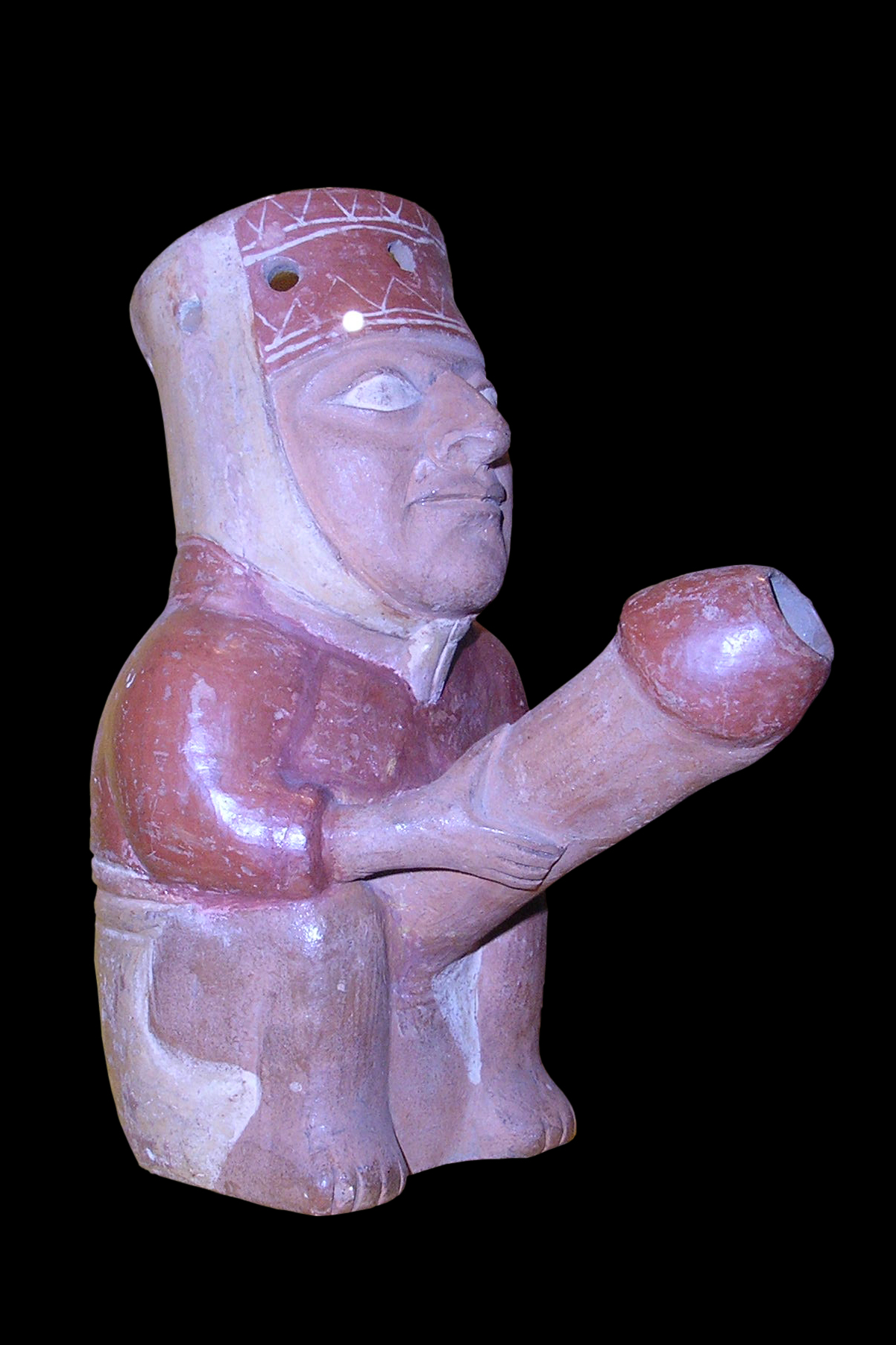
Representación artística del Kurupí.

En la mitología guaraní, el Kurupí (en guaraní) o Kurupira (en tupí-guaraní antiguo) es un enano de cuerpo vigoroso, representante del mito fálico y por tanto de la sexualidad, siendo uno de los monstruos legendarios más representativos de la cultura paraguaya. Es el quinto hijo de Taú y Keraná, personaje feo y de color negro, que sale de lo profundo de la selva a buscar mujeres vírgenes para capturarlas y violarlas.
Este personaje legendario es un mito propio esencialmente del  Paraguay, y conocido en otros lugares como el noreste argentino y ciertas zonas de Brasil. El mito tiene variantes regionales y locales en el relato, como el Curupira en la amazonia brasileña.
Uno de los posibles significados de "kurupí", en guaraní, es "piel con granos" o "piel rugosa".
La variante de la palabra del tupí-guaraní antiguo de "kurupira" al "kurupí" del guaraní criollo se ha dado también en otras palabras como "kapi'yvara" en tupí-guaraní antiguo (haciendo referencia al capibara o carpincho) y "kapi'yvá" en el guaraní criollo hablado hoy en día.

## Mitología
Se cree que este ser habita principalmente en los bosques del Paraguay. Es conocido por su miembro viril el cual usa para violar a las mujeres.
Se cree que a las horas de la tarde y el mediodía sale de los bosques en busca de mujeres para violarlas, principalmente, vírgenes.
Al no poder trepar árboles, se le puede burlar subiéndose a uno.
Al encontrar a un hombre, el Kurupí intentará matarlo y este tendrá que correr hasta salir del bosque o subirse a un árbol alto.
Las mujeres que se lo encuentren tendrán que huir lo más rápido posible o trepar al árbol más alto que encuentren, pues el Kurupí no se rendirá hasta violarlas.

## Descripción
El Kurupí es descrito como un enano cobrizo y fornido, dotado de manos poderosas y de un miembro viril tan largo que debe enroscárselo varias vueltas en torno a la cintura a modo de cinturón cuando no lo usa. Este falo es prensil, y con él enlaza a sus víctimas, pudiéndolo además introducir por las ventanas y por los huecos para violar a las mujeres sin necesidad de entrar en sus casas. En ocasiones, su aspecto solo basta para enloquecer a las mujeres si llegan a verlo.

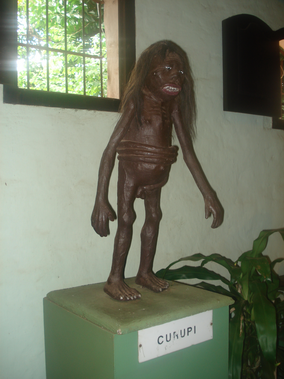

De quedarse embarazadas del Kurupí, las mujeres dan a luz a hijos de corta estatura, feos y peludos, los cuales mueren de una a los siete días del nacimiento por una maldición y si son varones heredan también parte de la virilidad de su padre.
En algunas versiones, su cuerpo es torpe y carente de articulaciones, por lo que se le puede burlar subiéndose a un árbol, dado que no puede trepar ni nadar. En otras versiones, se le describe como antropófago.

## Galería

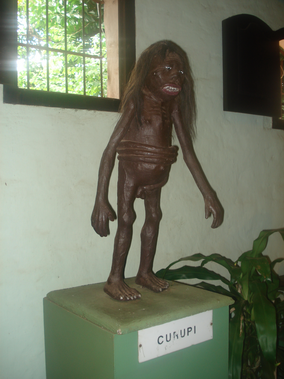
Escultura del Kurupí.
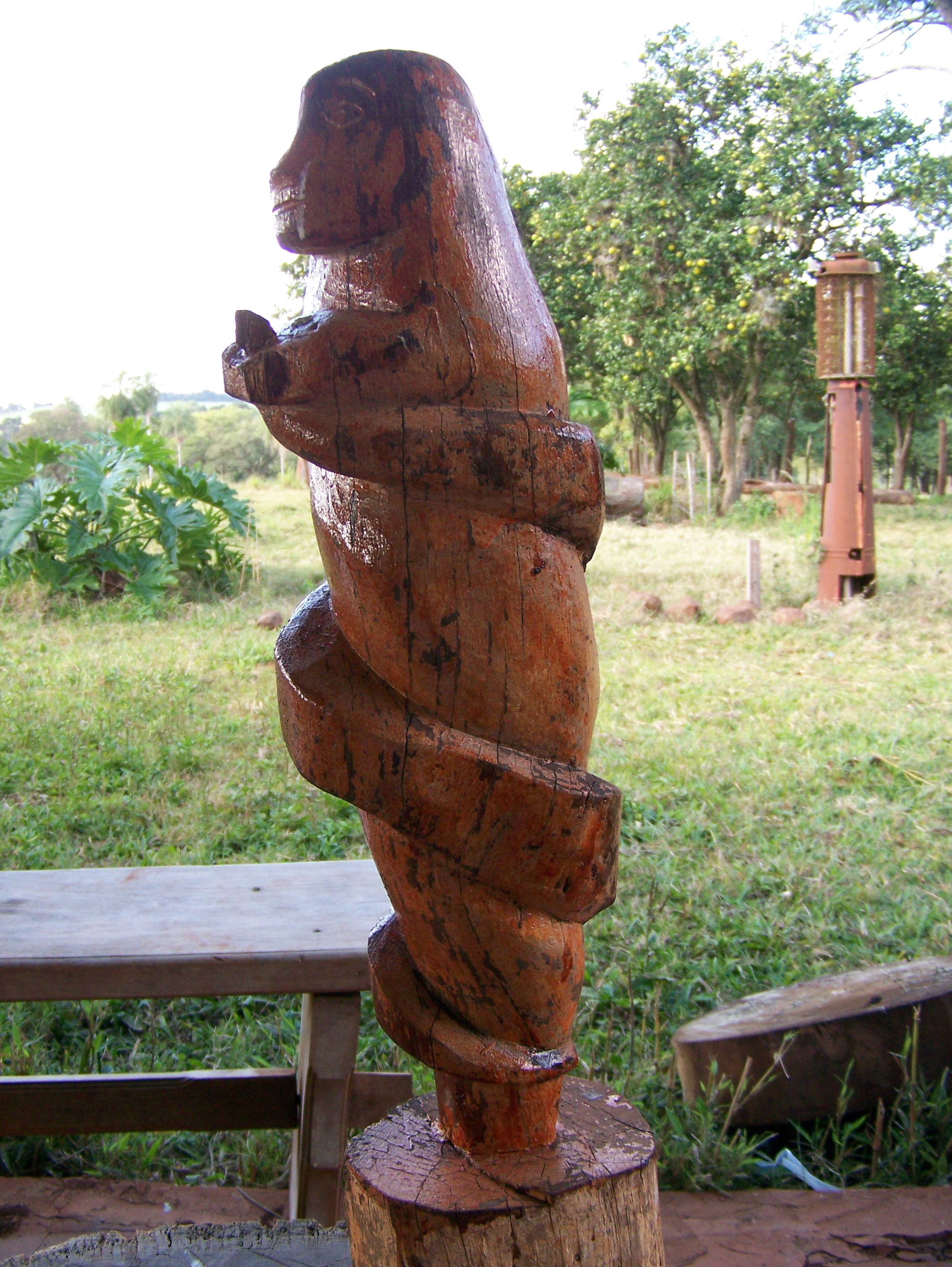
Talla paraguaya de Kurupí.
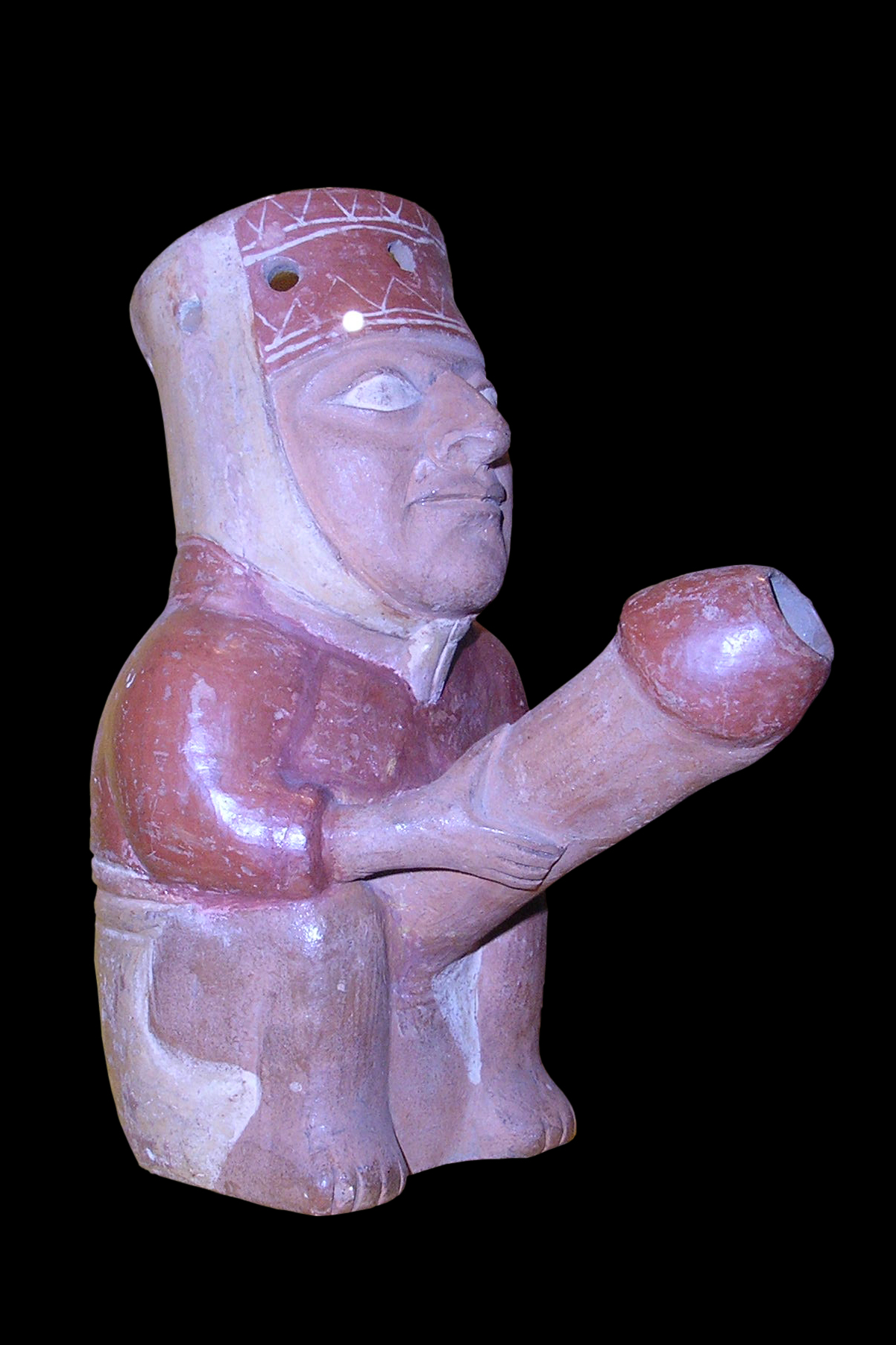
Estatua del Kurupí